# Comuna de Besko
Besko (polaco: Gmina Besko) é uma gminy (comuna) na Polónia, na voivodia de Subcarpácia e no condado de Sanocki. A sede do condado é a cidade de Besko.
De acordo com os censos de 2004, a comuna tem 4250 habitantes, com uma densidade 154 hab/km².

## Área
Estende-se por uma área de 27,6 km², incluindo:
- área agricola: 79%
- área florestal: 9%

## Demografia
Dados de 30 de Junho 2004:
|                      | Total   | Total | Mulheres | Mulheres | Homens  | Homens |
| -------------------- | ------- | ----- | -------- | -------- | ------- | ------ |
|                      | pessoas | %     | pessoas  | %        | pessoas | %      |
| População            | 4250    | 100   | 2153     | 50,7     | 2097    | 49,3   |
| Densidade (pop./km²) | 154     | 100   | 78       | 78       | 76      | 76     |

De acordo com dados de 2002, o rendimento médio per capita ascendia a 1315,16 zł.

## Comunas vizinhas
- Haczów, Rymanów, Zarszyn